# Faddija - La legge della vendetta
Faddija - La legge della vendetta è un film drammatico del 1950 diretto da Roberto Bianchi Montero.

## Trama
Nell'entroterra sardo, le pecore di Michele, un giovane pastore, danneggiano i vitigni di Pietro, proprietario terriero senza scrupoli. Il giovane è costretto a pagare una grossa somma al latifondista senza per aver fatto sconfinare il suo gregge nel suo territorio ma, per vendicarsi, violenta la figlia del suo nemico. La ragazza è corteggiata da Saru, un ricco contadino, ma nel giorno del fidanzamento la famiglia viene a conoscenza del suo stato di gravidanza. Pietro si prepara a vendicarsi, malgrado l'intervento del parroco, e il conflitto tra pastori e contadini degenera ma Michele, nascosto in una palude, nell'apprendere che la ragazza aspetta un figlio e sta per essere cacciata da casa, si accorge d'amarla. In una sparatoria in cui vengono coinvolte anche le donne del paese, il parroco viene ucciso. Fra la gente si fa largo Michele con in braccio la sua amata in preda alle doglie. La nascita del bimbo fa tornare la pace fra i combattenti.

## Produzione
Il film è una commistione tra due filoni cinematografici all'epoca molto popolari tra il pubblico italiano: quello del melodramma strappalacrime, in seguito ribattezzato dalla critica con il termine neorealismo d'appendice, e quello poliziesco. 
Il film venne iscritto al Pubblico registro cinematografico con il n. 820. Presentato alla Commissione di Revisione Cinematografica il 27 dicembre 1949, ottenne il visto di censura n. 7.004 del 28 dicembre 1949, con una lunghezza della pellicola di 2.680 metri.

## Distribuzione e accoglienza
Il film venne distribuito nel circuito cinematografico italiano l'11 gennaio del 1950. 
Per il suo taglio miserabilista e per qualche luogo comune ritenuto eccessivo, fu stroncato da L'Unione Sarda, lo stesso quotidiano che più di mezzo secolo dopo ha pubblicato in allegato una VHS del film.